# Alliance française au Portugal
L'Alliance française au Portugal est un réseau constitué de douze associations de droit local présentes dans seize villes, dont l’activité principale est l'enseignement de la culture et de la langue françaises. Il appartient au réseau mondial de plus de 1000 Alliances françaises, coordonné par la Fondation Alliance française à Paris.

## Activités
Les Alliances françaises du Portugal forment près de 3 000 étudiants par an : adultes, jeunes et enfants accueillis dans leurs propres locaux (groupes et individuels), et professionnels en entreprises.
Elles sont centres d’examens pour les certifications officielles de langue française comme le DELF (diplôme d'étude de langue française) - DALF ou les tests de langue comme le TEF (Test d'évaluation de français) ou le TCF.
Elles organisent également la passation dans les établissements d’enseignement secondaire portugais de l’examen officiel DELF scolaire (1 400 candidats en 2009).
Certaines Alliances françaises ont une activité d’enseignement du portugais langue étrangère et de traduction.
Les Alliances françaises organisent des  manifestations culturelles, comme le Festival du cinéma français à Coimbra, Faro et Porto. Elles proposent des séjours linguistiques en France et en Belgique pour adultes et pour jeunes.
Chaque Alliance française est une association de droit portugais dont le comité de direction est constitué de francophiles locaux. Indépendant des autorités françaises, le réseau des Alliances françaises harmonise son action avec l’ambassade de France.
La coordination du réseau est effectuée par le délégué général de l’Alliance française de Paris au Portugal, par ailleurs directeur de l’Alliance française de Lisbonne.
L’Alliance française de Lisbonne fonctionne en partenariat avec l’Institut franco-portugais (avant 1984 Institut français de Lisbonne et depuis 2012 Institut français du Portugal), dont elle partage les locaux. Elle a fêté ses soixante ans en 2005 en présence du président de la République portugaise Jorge Sampaio (photo). Elle est dotée d’un bureau de traduction et d’un service entreprises, qui propose notamment des cours de français en ligne.
L’Alliance française de Porto, de création récente, fait maison commune avec l’Institut Goethe (photo).

## Liste des Alliances françaises du Portugal (avec date de création)
- Algarve (à Faro) – 1946
- Beja – 1963
- Caldas da Rainha – 1946
- Coimbra (+ annexe à Lousã) – 1949
- Évora – 1958
- Guimarães (+ annexe à Braga) - 1958
- Leiria – 1961
- Lisbonne (+ sites de Algés et Almada) – 1945
- Nisa – 1983
- Porto – 2006
- Setúbal – 1981
- Viseu – 1983

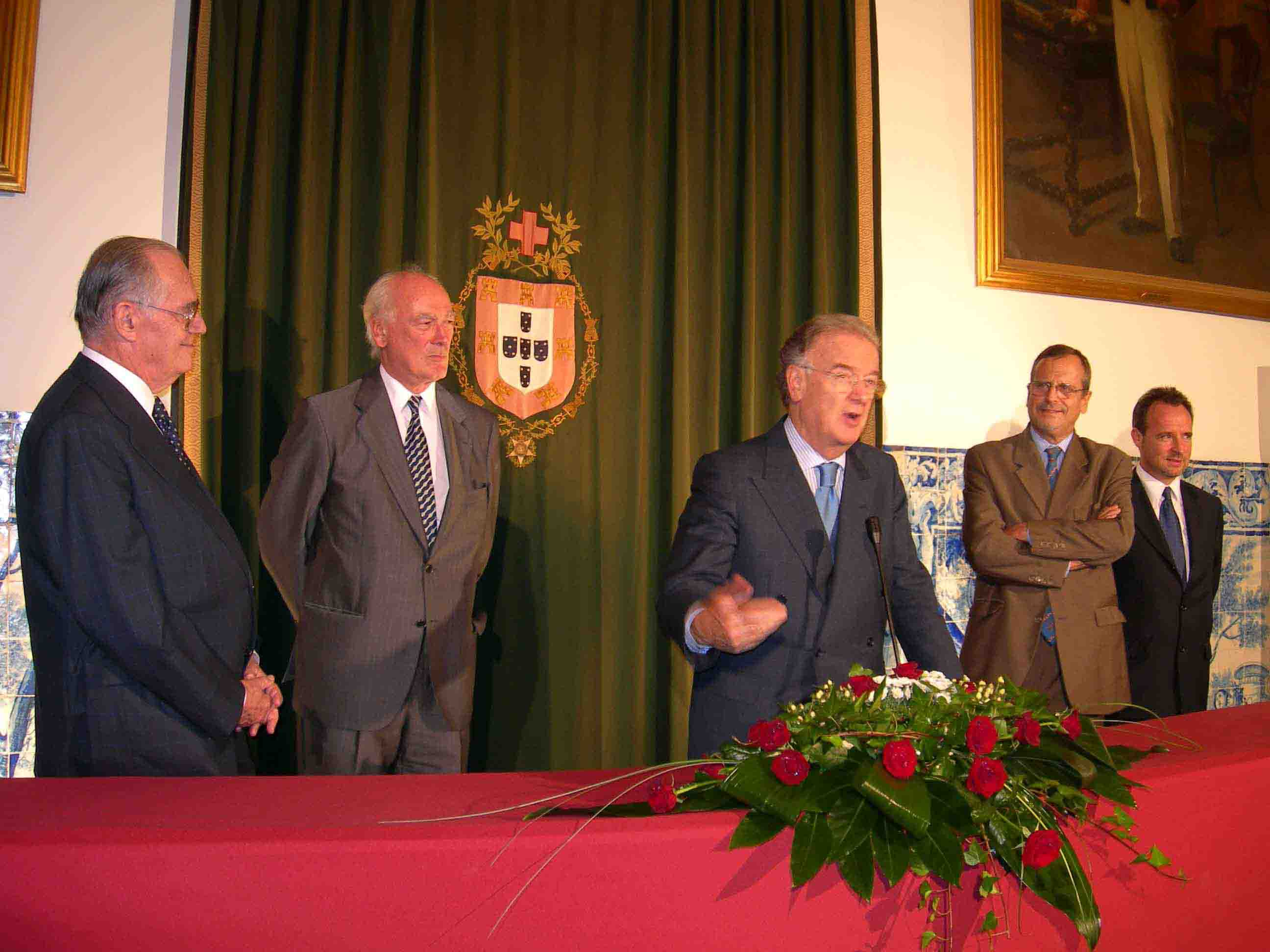
Le président de la République Jorge Sampaio aux 60 ans de l'Alliance de Lisbonne (2005).
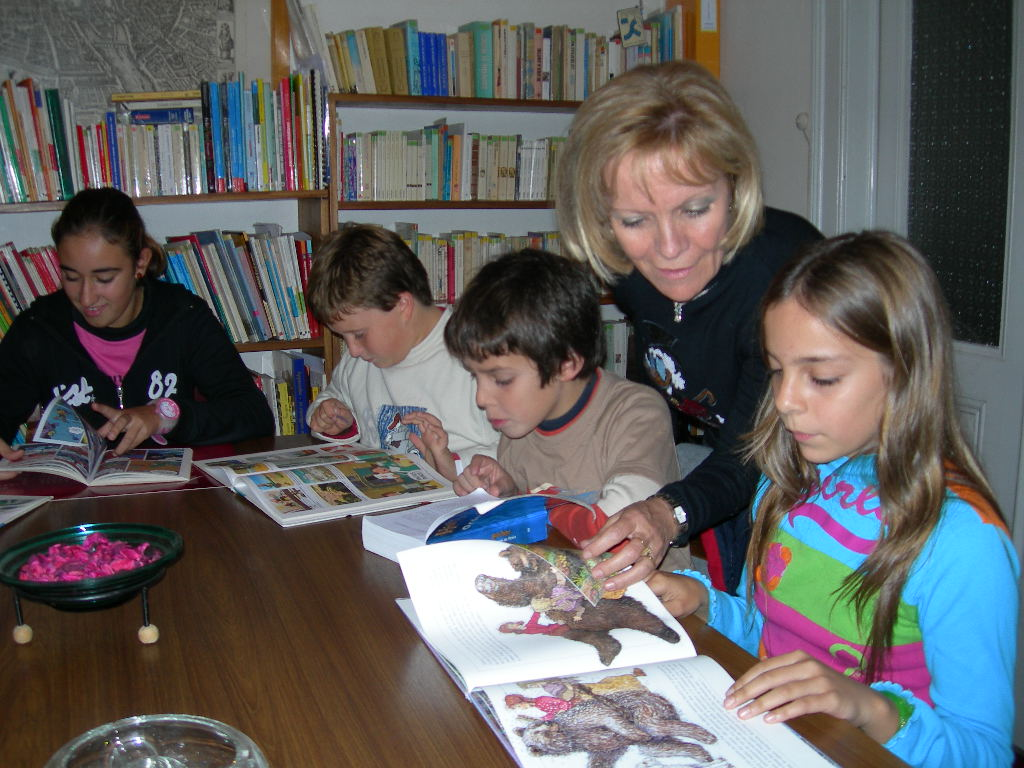
Cours pour enfants à Caldas da Rainha.
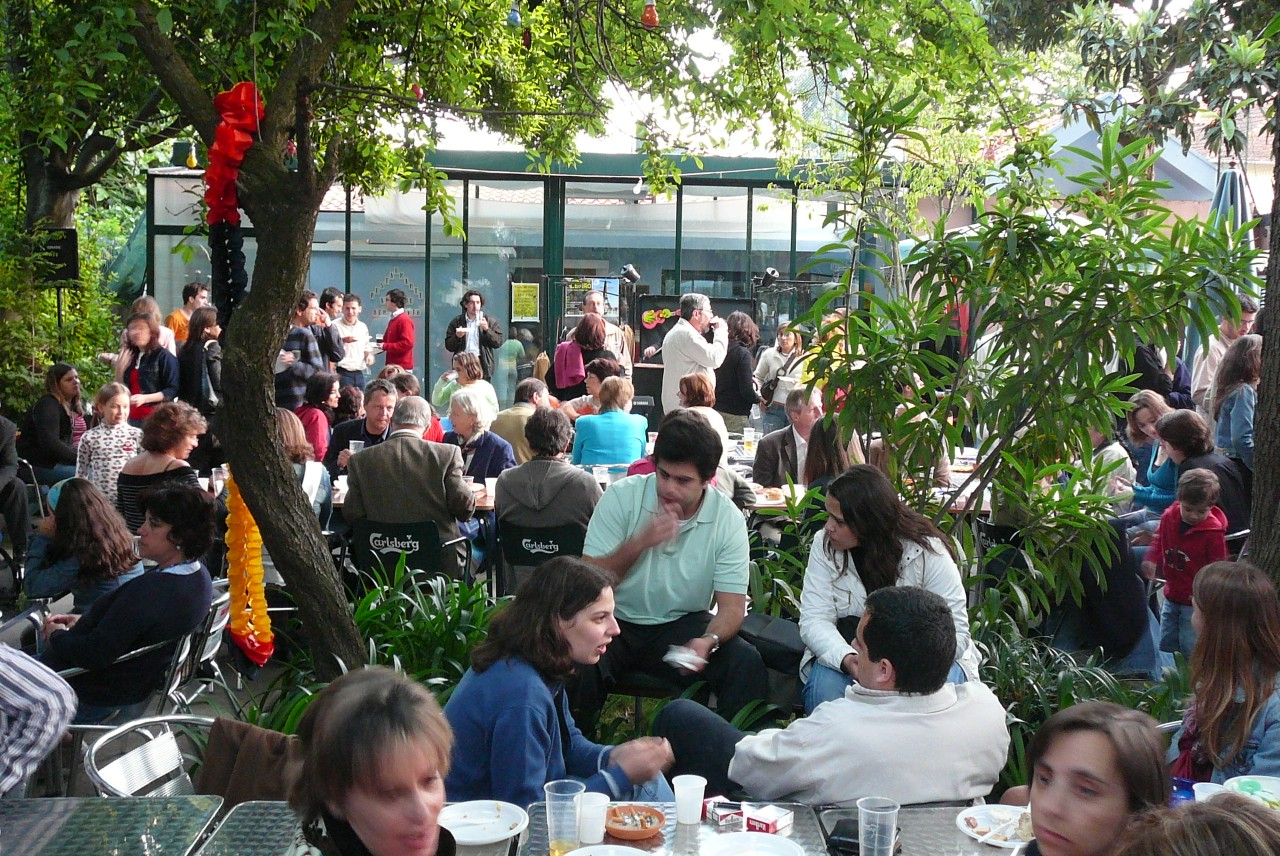
La terrasse de café franco-allemande à l'Alliance française de Porto.
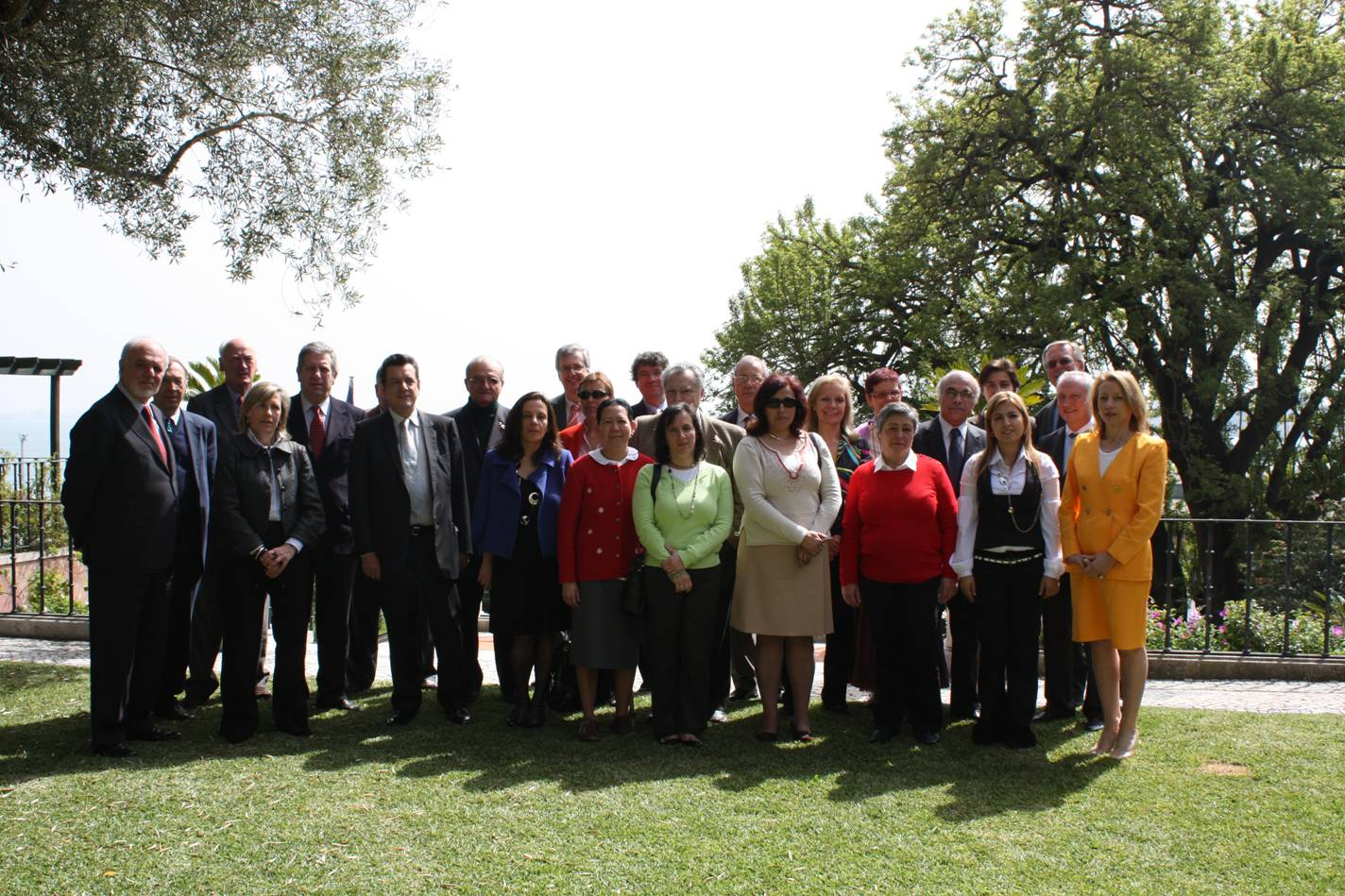
L'ambassadeur de France reçoit les présidents et les directeurs des Alliances françaises du Portugal (2009).
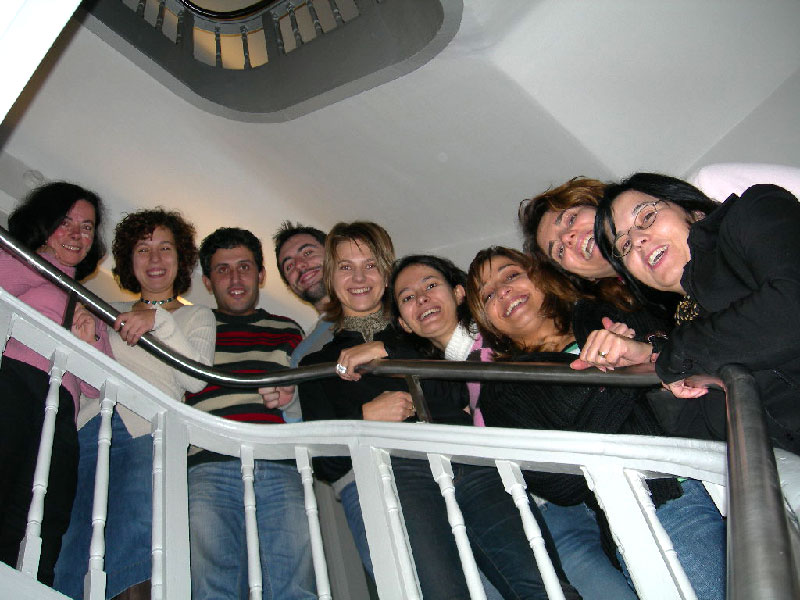
Étudiants dans l'escalier à l'Alliance française de Guimarães.
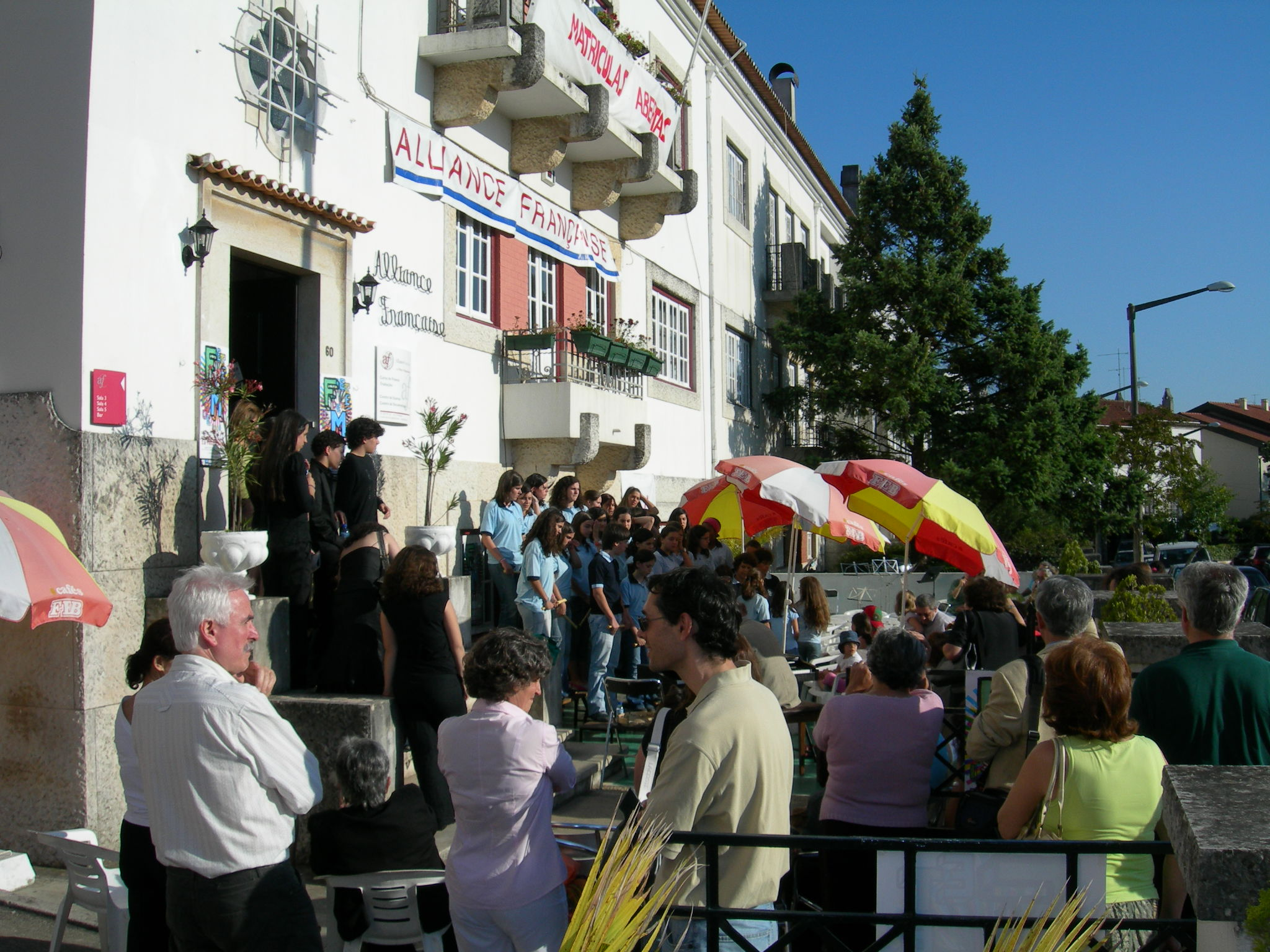
L'Alliance française de Coimbra.

## Les délégués généraux
- Francis Maizières (depuis 2013), antérieurement en poste notamment au Japon
- Pierre-Philippe Rivron (2011-2013), antérieurement en Amérique latine (Brésil, Pérou) et à l'Alliance française de Paris
- Michel Drouère (2008-2011), auparavant en poste notamment en Pologne
- Jean Lacroix (2007-2008)
- Bruno Simonin, directeur de l'Alliance française de Lisbonne, ultérieurement délégué général en Colombie puis en Argentine
- Alain Didier, directeur de l'Alliance française de Coimbra (2004-2007), ensuite de l'Alliance française de Fortaleza (Brésil)
- Jean-Claude Jacq (1987-1992), depuis 2001 secrétaire général de l'Alliance française de Paris puis de la Fondation Alliance française[1].